# Jamaicaibis
Jamaicaibis (Xenicibis xympithecus) är en förhistorisk utdöd fågel i familjen ibisar inom ordningen pelikanfåglar. Den placeras som enda art i släktet Xenicibis

## Utseende

Teckning av vingbenen hos en vit ibis (vänster) och jamaicaibis (höger).

Jamaicaibisen kännetecknas av sina unikt klubbformade vingar. Ornitologer spekulerar att vingarna möjligen användes som vapen, på liknande sätt som vissa mantisräkor (Stomatopoda: Gonodactyloidea). I fågelvärlden skulle detta i så fall vara helt unikt.

## Upptäckt
Arten beskrevs 1977 grundat på benlämningar funna i en grotta vid Long Mile Cave, Jamaica, av H. E. Anthony 1919–1920. Benen har med hjälp av kol-14-metoden konstaterats vara drygt 2 000 år gamla.
Det antogs då att fågeln var flygoförmögen baserat på ett ofullständigt korpben. Sedermera bekräftas det antagandet efter att ett överarmsben från samma art upptäcktes i Swansea Cave, Jamaica. Nya fossil från två fyndplatser visar att artens carpometacarpus har omvandlats till en klubblik form. Arten var storväxt och vägde troligen kring två kilogram.

## Utbredning
Jamaicaibis var som namnet avslöjar endemisk för Jamaica. Benlämningar har funnits vid utgrävningar på flera platser på ön, bland annat Long Mile Cave, Swansea Cave, Jackson's Bay Cave och Red Hills Fissure. Ben från Kuba som föreslagits tillhöra samma släkte  har senare visat sig vara ben från ralltrana. Jamaica och Kuba har alltid varit skilda åt, vilket gör det osannolikt att flygoförmögna arter ska kunna nå den ena ön från den andra.